# Nagorno-Karabah
Karabahul de Munte, Karabahul de Sus sau Nagorno-Karabah în limba rusă, (în armeană: Լեռնային Ղարաբաղ, Leṙnayin Ġarabaġ; în azeră: Dağlıq Qarabağ; în rusă Нагорный Карабах, transliterat: Nagornîi Karabah) este o regiune montană fără ieșire la mare din Caucazul de Sud.
Cea mai mare parte a regiunii este condusă de Republica Arțah (denumită în trecut Republica Karabahul de Munte sau Republica Nagorno-Karabah), un stat de facto independent, dar nerecunoscut, creat în baza fostei Regiuni Autonome Karabahul de Munte care a făcut parte din componența RSS Azerbaidjane în cadrul URSS. Teritoriul este recunoscut internațional ca parte a Azerbaidjanului, care de facto nu mai deține controlul asupra regiunii din anul 1991. De la sfârșitul Războiului din Karabahul de Munte în 1994, reprezentanții guvernelor din Armenia și Azerbaidjan au dus tratative de pace mediate de Grupul OSCE Minsk asupra statutului regiunii disputate.

## Înființarea provinciei
Regiunea Karabahul de Munte a fost înființată de către liderii sovietici în 1923, în părțile muntoase ale provinciei istorice Karabah. Este de notat în acest sens că s-a ales o suprafață semnificativ redusă (4.400 km2), cu concentrație maximă a populației armene, care a lăsat în afara regiunii autonome, suprafețe largi locuite preponderent de către armeni. Aceste teritorii restante au fost incluse în diverse alte raioane atribuite Azerbaidjanului sovietic pentru a înlătura ideea populației locale armene de apartenență la aceeași unitate administrativă și istorică și a-i diminua impactul electoral și coeziunea, expunând-o unui proces de deznaționalizare favorizat și de migrația din motive economice.

## Izbucnirea conflictului
Conflictul armeano-azer a fost primul conflict interetnic din spațiul ex-URSS. Începând cu finele anului 1987, populația din Karabahul de Munte, sprijinită de conaționalii din Republica Sovietică Socialistă Armenească, a revendicat teritorii ce făceau parte din teritoriul Armeniei istorice dar erau oficial atribuite RSS Azerbaidjan. Pe atunci, ambele state erau republici componente ale URSS iar frontierele țineau cont predominant de motivații de natură economică. La 19 februarie 1988, majoritatea armeană din provincie (populația – 186.610 (1989), 138.600 (73,5%) armeni și 47 500 (25,3%) azeri) a început manifestații în favoarea alipirii regiunii la Armenia, iar în 1989 Sovietul Suprem al Armeniei a adoptat o lege de anexare a acesteia. Imediat după pregătirea politică a urmat faza violentă a acestui proces: organizarea unităților armene de autoapărare, înzestrate cu artilerie și tancuri de la trupele rusești din bazele militare din apropiere, care au fuzionat mai târziu într-o veritabilă armată. Aceasta a sfârșit prin a elibera aproape întreg teritoriul regiunii de trupele azere si a stabili un coridor de comunicare cu Republica Armenia.
Până în 1992 armenii au ocupat teritoriile dintre Armenia și Karabahul de Sus în timp ce zvonuri contradictorii de ambele părți au determinat populația azera să se refugieze în estul Azerbaidjanului. În total, aproximativ 20% din suprafața inițiala a R.S.S. Azerbaidjan (din care 6-7% reprezentau R.A.N.K.) au fost ocupate de trupe pro-armene.(14.176 km²), din care 4.400 km² și 7 raioane administrative din jurul provinciei autonome – Lacin, Kalbadjar, Fuzuli, Agdam, Djabrayil, Qubadli, Zanghilan. Din cauza războiului, Azerbaidjanul a pierdut peste 20.000 oameni - militari și civili. Ca urmare a conflictului, circa 1 milion de refugiați din regiuni ocupate trăiesc în condiții extrem de mizere, neglijați și marginalizați chiar de autoritățile azere.
După conflictul militar din septembrie-noiembrie 2020, Azerbaidjanul a ieșit învingător și astfel a recucerit teritoriul pe care l-a pierdut în războiul anterior, din 1991 - 1994.
În martie 2022, Rusia a acuzat armata azeră că a intrat în regiune, încălcând un acord. Au avut loc atacuri azere cu drone Bayraktar, iar Armenia cere ajutor trupelor ruse.

## Poziția comunității internaționale și a părților
Cu toate că ONU a arătat un anumit interes față de conflict (Consiliul de Securitate a adoptat patru rezoluții — 822, 853, 873, 884 — cerând retragerea armatei armene din teritoriile ocupate), de problema respectivă s-a ocupat o altă instituție – OSCE, prin grupul său special de la Minsk. Părțile implicate în conflict, cu interese și motivații atât de divergente, au sabotat constant ieșirea din acest conflict înghețat. Azerbaijanul insistă să-și mențină integritatea teritoriala iar Armenia urmărește prezervarea unor teritorii încă locuite de armeni, insistând asupra principiului autodeterminării naționale.